# 文哲琿
文哲琿（？—？），满洲正蓝旗人。清末官员。

## 生平
文哲琿是花翎副都统衔协领。光绪三十一年（1905年），奉上谕补授归化城土默特副都统。
光绪三十二年（1906年），绥远城将军贻谷会同归化城副都统文哲珲，将土默特旗原有的启运书院改建为土默特高等小学堂（即今土默特学校的前身）。
光绪三十四年二月（1908年），归化城副都统文哲珲诬陷绥远城将军贻谷贪污等罪，随后贻谷也上奏称文哲珲侵吞库银。光绪三十四年四月，清廷派军机大臣鹿传霖抵绥远查办，贻谷被判“二误四罪”，革职解入北京，文哲珲也被削职。此后，派信勤接任督办蒙旗垦务大臣兼绥远城将军，三多接任归化城副都统。
1912年4月10日，袁世凯任命张元奇为内务部次长，负责蒙藏事务。同年5月12日，免去张元奇的内务部次长职务，在内务部下设立蒙藏事务处，由文哲珲担任总办，吴燕绍任帮办。蒙藏事务处下设有四个科，直隶于国务院。同年7月24日，参议院决定将蒙藏事务处改为蒙藏事务局，公布官制，蒙藏事务局直隶于国务总理，负责管理蒙藏事务。7月29日，任命姚锡光为蒙藏事务局副总裁并兼署总裁。